# WOMAD

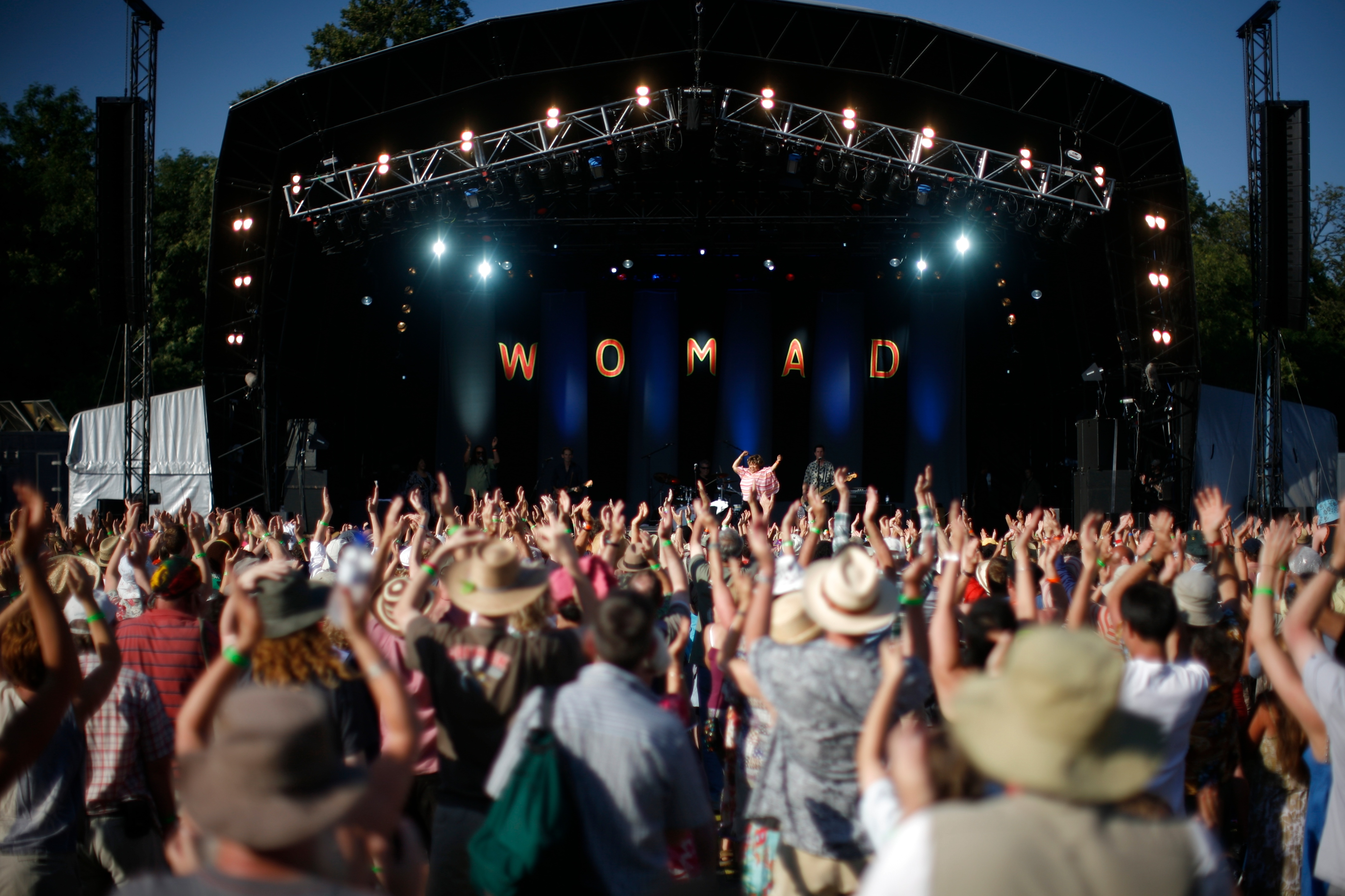
WOMAD in Charlton Park, 2008

World of Music, Arts and Dance (WOMAD) ist der Name einer Reihe von Musikfestivals, bei denen Musik, Kunst und Tanz aus verschiedenen Kulturen aufgeführt wird.

## Geschichte
WOMAD wurde 1980 von dem englischen Musiker Peter Gabriel zusammen mit Thomas Brooman, Bob Hooton, Mark Kidel, Stephen Pritchard, Martin Elbourne und Jonathan Arthur gegründet.
Das allererste WOMAD-Festival fand an dem Wochenende vom 16. bis 18. Juli 1982 auf dem 240 Hektar großen Royal Bath and West Showground in Somerset statt. Es beinhaltete den Traum, „Weltmusik nicht nur als Beigabe zu einem Rockfestival zu präsentieren, sondern zu beweisen, dass diese großartigen Künstler selbst Headliner sein können“, traten an drei Tagen auf fünf Bühnen 60 Bands aus über 20 Ländern auf; darunter The Drummers of Burundi, Pigbag, Salsa de Hoy, Simple Minds, Musicians of the Nile, Echo & the Bunnymen, Prince Nico Mbarga, Rip, Rig and Panic oder The Beat. Seit diesem Zeitpunkt wurden in aller Welt rund 160 Veranstaltungen in 27 Ländern durchgeführt.
WOMAD war auch maßgeblich am Africa-Calling-Konzert beteiligt, das am 2. Juli 2005 im Rahmen der Live-8-Veranstaltungen in Cornwall stattfand.
Am 27. Juli 1992 wurde das Unternehmen World in the Park Limited gegründet, das am 15. Februar 2000 in WOMAD Limited umbenannt wurde.

## Ziele
Das zentrale Ziel von WOMAD ist es, die vielfältigen Formen von Musik, Kunst und Tanz aus aller Welt zu feiern und das Bewusstsein für den Wert und das Potenzial einer multikulturellen Gesellschaft zu schärfen.

## Veröffentlichungen
Am 29. Juli 2022 veröffentlichte Real World Records das Kompilations-Album A World Of Music Arts & Dance mit Liveaufnahmen des allerersten WOMAD Festivals von 1982 unter anderem mit restaurierten Aufnahmen von Robert Fripp, Peter Hammill, den Simple Minds, The Chieftains und Künstlern der Weltmusik wie The Drummers of Burundi, The Musicians of the Nile und Ekomé. Von Peter Gabriel waren die beiden Lieder I Have the Touch und Biko auf diesem Album enthalten.
Am 1. August 2025 wurde für den 8. August die Veröffentlichung des Sets von Peter Gabriel als Livealbum mit dem Titel Live at WOMAD 1982 angekündigt. Enthalten sind auch die sieben Songs, die Gabriel mit seiner Band am Freitagabend des WOMAD-Festivals spielten und die zu diesem Zeitpunkt noch nicht veröffentlicht waren. Diese wurden erst am 6. September 1982 erstmals auf seinem vierten Album Peter Gabriel (Security) veröffentlicht.